# Bemanningskantoor
Een bemanningskantoor is een uitzendbureau gespecialiseerd in de maritieme sector. Een reder kan ervoor kiezen om een bemanningskantoor in te huren om geschikte bemanning te vinden voor zijn schepen. Werkzoekende zeevarenden kunnen bij een bemanningskantoor terecht om een job te zoeken.
In landen die het Maritiem Arbeidsverdrag, dat augustus 2013 in werking is getreden, geratificeerd hebben is het niet toegestaan om werkzoekende zeevarenden te laten betalen om een job te vinden. De enige kosten die het bemanningskantoor kan aanrekenen zijn die voor medische keuring, het zeemansboekje, een paspoort of gelijkaardige persoonlijke reisdocumenten. De kosten voor visa moeten door de scheepseigenaar gedragen worden. Bovendien moeten alle private bemanningskantoren voldoende gereguleerd zijn en de rechten van de zeevarenden beschermen. Het verdrag verbiedt ook 'zwarte lijsten'. Verder moet er onder meer een register bijgehouden worden van alle geplaatste zeevarenden, bij welke bedrijven en op welke schepen ze geplaatst zijn. Er moet gecontroleerd worden of de zeevarende voldoende gekwalificeerd is voor zijn of haar functie aan boord en de zeevarende moet op de hoogte gebracht worden van de rechten en plichten binnen de arbeidsovereenkomst en moet hiervan ook een kopie ontvangen. Ook moet het bemanningskantoor nagaan of de reders waarmee ze werken financieel gezond zijn zodat de zeevarende niet strandt in een buitenlandse haven en moeten ze verzekerd zijn voor het geval ze hun verplichtingen niet kunnen nakomen.
Scheepseigenaren moeten, ook wanneer het bemanningskantoor gevestigd is in een land dat het Maritiem Arbeidsverdrag niet geratificeerd heeft, ervoor zorgen dat het bemanningskantoor voldoet aan deze minimumvereisten. Het is aan de vlaggenstaat om er voor te zorgen dat dit ook daadwerkelijk gebeurt. Indien een bemanningskantoor slecht beheerd wordt en niet voldoet aan de vereisten van het verdrag moet er een manier zijn om een klacht in te dienen. Afhankelijk van de situatie kan een zeevarende een klacht indienen bij de autoriteiten van zijn land, de vlaggenstaat of de havenstaat.